# Трговина људима у Србији (књига)
Трговина људима у Србији је књига која је објављена 2004. године под окриљем Организације за европску безбедност и сарадњу и Виктимолошког друштва Србије, аутора  Весне Николић Ристановић, Сање Ћопић, Сање Миливојевић, Биљане Симеуновић Патић и Биљане Михић.

## Опште информације
Књига је објављена у тиражу од 500 примерака, дизајн је радио Стојков, а лектуру агенција Еурологос. Садржи 245 страна, а настала је као резулат истраживања које је спроведено од 1. маја до 30. августа 2003. године, а које је спровело Виктимолошко друштво Србијје у сарадњи са мисијом Организације за европску безбедност и сарадњу у Србији и Црној Гори.
Истраживање је спроведено са циљем да се добије потпуна слика о трговини људима као великом друштвеном проблему, а обавило га је 13 људи радећи интервјуе са 123 стручњака, невладиним и владиним организацијама, научним радницима и са 5 жртава, једним бројем неформалних разговора и непосредних посматрања. Поред тога као извори за стварање књиге коришћени су и подаци државних органа, резултати истраживања и подаци разних организација.